# Памятный знак в честь Победы над нацизмом (Чернигов)
Памятный знак в честь Победы над нацизмом или Памятный знак в честь советских воинов-освободителей, Памятник освободителям Чернигова от фашистских захватчиков — памятник истории местного значения в Чернигове.

## История
Решением исполкома Черниговского областного совета народных депутатов трудящихся от 31.05.1971 № 286 присвоен статус памятник истории местного значения с охранным № 41 под названием Памятный знак в честь советских воинов-освободителей.
Приказом Департамента культуры и туризма, национальностей и религий Черниговской областной государственной администрации от 07.06.2019 № 223 для памятника истории используется название Памятный знак в честь Победы над нацизмом. 
Памятный знак имеет собственную «территорию памятника», которая совпадает с «охранной зоной» (площадь Победы), согласно правилам застройки и использования территории. На постаменте установлена информационная доска с названием «Памятный знак в честь советских воинов-освободителей 1941-1943 гг.».

## Описание
«Памятник освободителям Чернигова от фашистских захватчиков» сооружён в честь 25-й годовщины освобождения города. Памятник открыт в преддверии Дня Победы — 8 мая 1968 года на площади Победы.
Авторы проекта: архитекторы А. А. Карнабед, М. И. Трушков, В. И. Кваша.

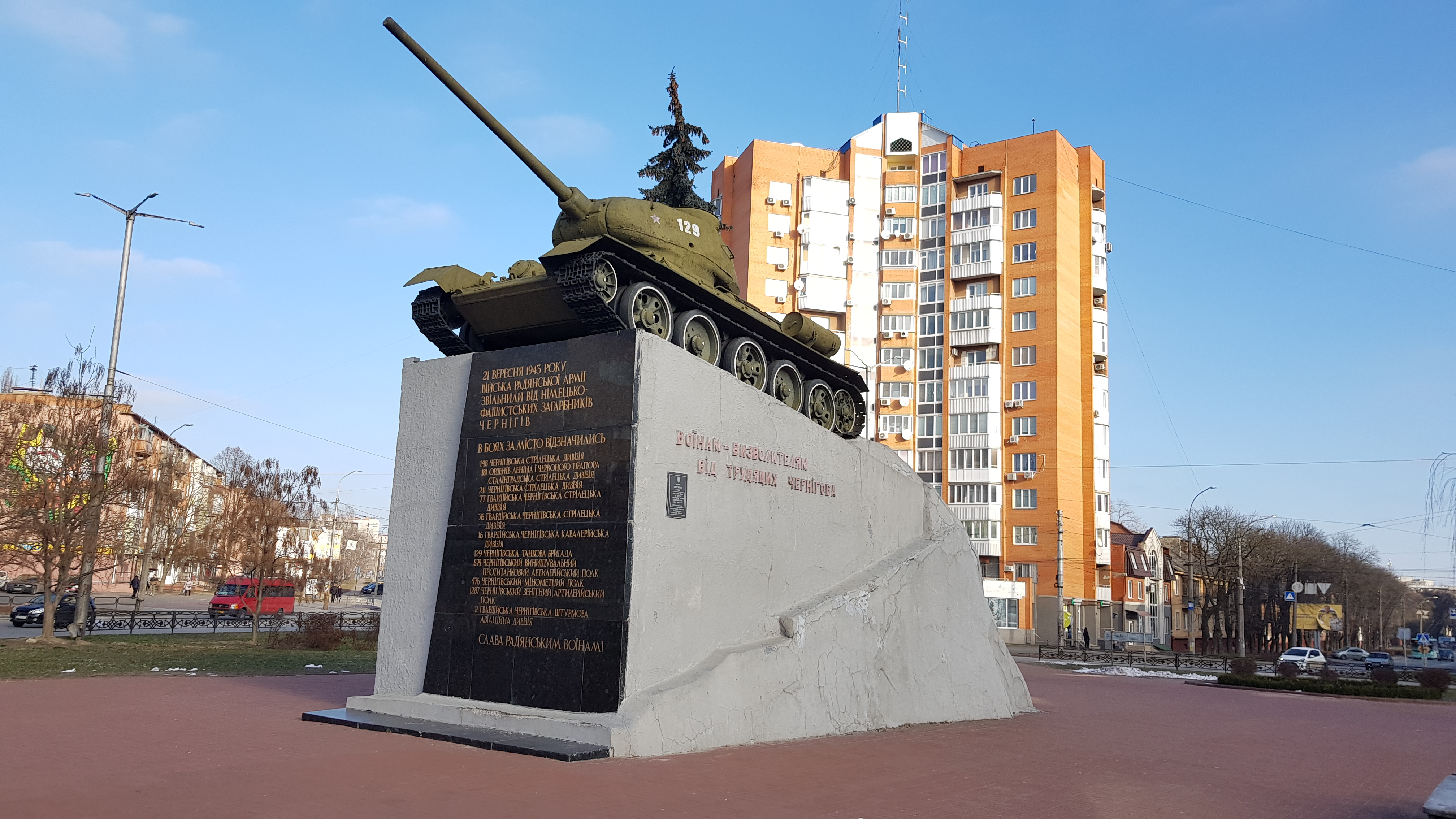
фасад постамента и южная сторона: «Воїнам визволителям від трудящих Чернігова»
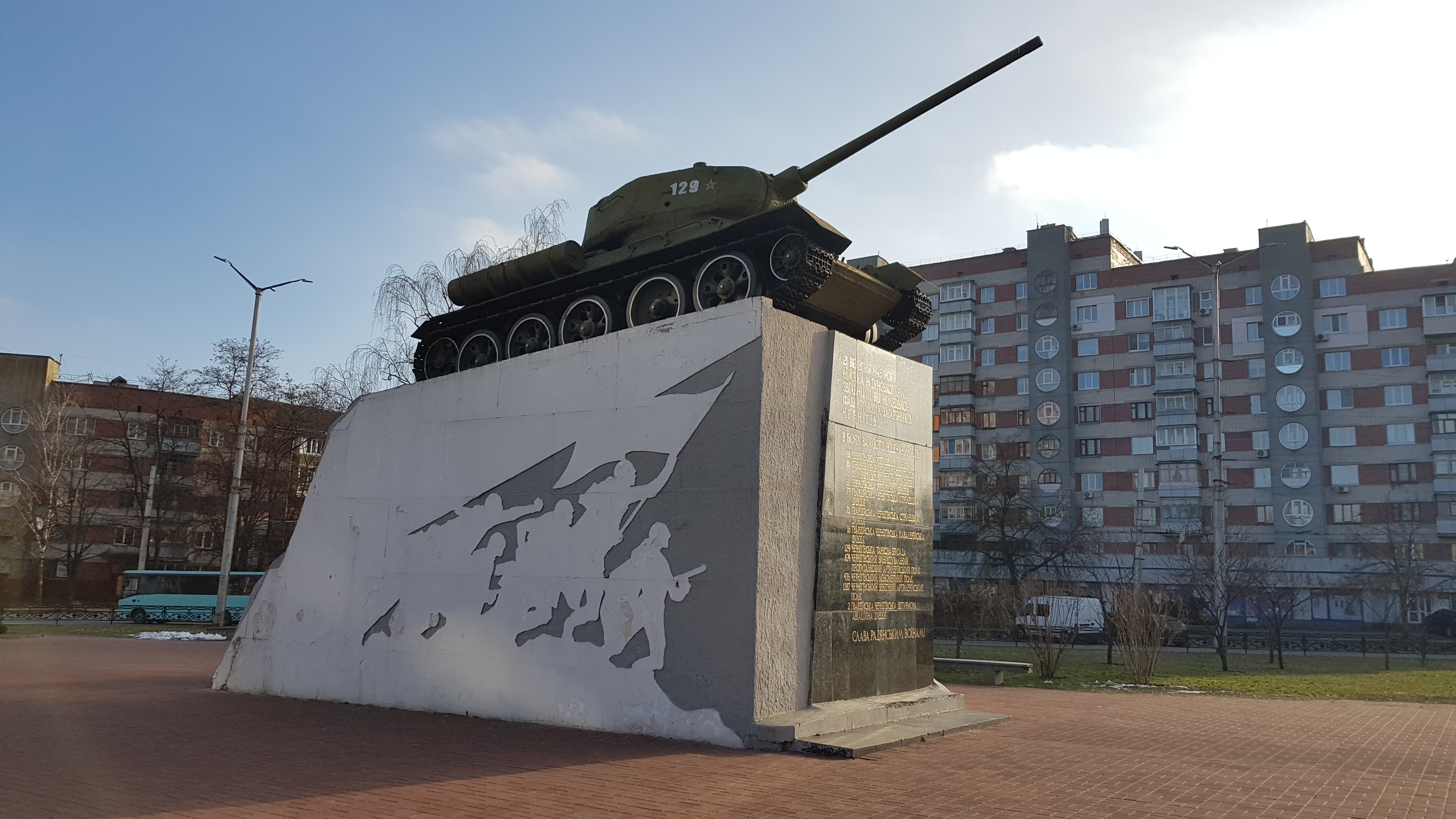
фасад постамента и северная сторона: рельеф «Атака»

Состоит из бетонного постамента в виде каменной глыбы, на которой установлен танк Т-34, один из тех, что первым ворвался в город в 1943 году. На левом боку башни танка сохранилась надпись прописными буквами «За Родину!». На южной плоскости постамента сделана брусковым шрифтом врезная надпись: «Воїнам-визволителям від трудящих Чернігова» («Воинам-освободителям от трудящих Чернигова»). На северной плоскости размещён плоский рельеф «Атака», выделенный светлым тоном на поверхности, отделан под чёрный гранит. На фасадной плоскости постамента прикреплены чёрные полированные плиты из лабрадорита, на которых — текст с перечнем частей и соединений, удостоенных наименования «черниговских». Поверхность постамента украшена мелкозернистой гранитной крошкой под гранит. Вокруг памятника сделана небольшая ритуальная и обходная площадка.
Текст на фасадной плоскости: 
21 сентября 1943 года войска советской армии освободили от немецко-фашистских захватчиков Чернигов

В боях за город отличились:
148 черниговская стрелковая дивизия
181 орденов Ленина и Красного знамени сталинградская стрелецкая дивизия
77 стрелковая гвардейская дивизия
76 гвардейская черниговская стрелковая дивизия
16 гвардейская черниговская кавалерийская дивизия
129 черниговская танковая бригада
874 черниговский истребительный противотанковый артиллерийский полк
476 черниговский миномётный полк
1287 черниговский зенитный артиллерийский полк
2 гвардейская черниговская штурмовая авиационная дивизия

Слава советским воинам!

Оригинальный текст (укр.)21 вересня 1943 року війська радяньскої армії звільнили від німецько-фашистських загарбників Чернігів

В боях за місто відзначились:
148 чернігівська стрілецька дивізія
181 орденів Леніна і Червого прапора стралінградська стрілецька дивізія
211 чернігівська стрілецька дивізія
77 стрілецька гвардійська дивізія
76 гвардійська чернігівська стрілецька дивізія
16 гвардійська чернігівська кавалерійська дивізія
129 чернігівська танкова бригада
874 чернігівський винищувальний протитанковий артилерійський полк
476 чернігівський мінометний полк
1287 чернігівський зенітний артилерійський полк
2 гвардійська чернігівська штурмова авіаційна дивізія

Слава радянським воїнам!